# Dick Gregory
Richard Claxton "Dick" Gregory, född 12 oktober 1932 i Saint Louis, Missouri, död 19 augusti 2017 i Washington D.C., var en banbrytande amerikansk komiker, skådespelare och medborgarrättsaktivist. 
Gregory var en av de första svarta komiker som uppträdde inför en vit publik.
Genom sin politiska aktivism arresterades Gregory ett flertal gånger, och han svarade med att hungerstrejka. Han arbetade tillsammans med bland andra Martin Luther King för svartas rättigheter, mot vietnamkriget och apartheid. Gregory var också vän med Malcolm X och Medgar Evers.
Dick Gregory och Lilian Smith gifte sig 1959. De fick 11 barn.